# Falseum - Museo del Falso e dell'Inganno

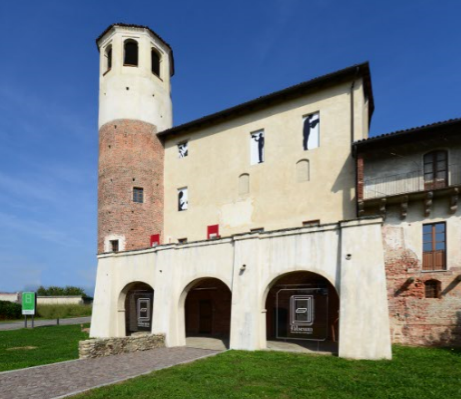
Facciata Falseum

Falseum - Il Museo del Falso e dell'Inganno è un museo multimediale con sede all'interno del Castello di Verrone, in provincia di Biella. Il percorso di visita, che si snoda attraverso diverse sale tematiche, racconta di come i falsi possono avere spesso effetti reali su larga scala e abbiano in alcuni casi cambiato il corso della storia.

## Nascita di Falseum
Il progetto di Falseum nasce nel 2009 su iniziativa del Comune di Verrone, ispirato dal libro “Sarà vero”, scritto da Errico Buonanno (Einaudi – 2009).
L'allestimento viene ultimato nel 2015. 
L'inaugurazione è avvenuta il 12 Settembre del 2015, in concomitanza con la prima edizione del “Fake Festival”.

## L'edificio
Il Castello di Verrone, l'edificio eretto a cavallo tra il XI e l'XII secolo che ospita Falseum, è adibito anche a sede comunale e in parte a residenza privata ed è legato alla famiglia dei Vialardi, documentati in quest’area fin dal XII secolo. Recuperato in modo completo in anni recenti conserva al suo interno, oltre alle sale tematiche del Museo del Falso e dell'Inganno, anche una cappella signorile (di proprietà privata) dedicata ai Santi Simone e Giuda, decorata con affreschi attribuiti al Maestro del Cristo della Domenica (XV secolo). Il Castello è stato inoltre dimora dell’insigne botanico Maurizio Zumaglini che qui scrisse l’opera “Flora pedemontana”, una dettagliata descrizione delle specie originarie del Piemonte e della Valle d’Aosta.

## La tematica
I falsi hanno sempre avuto un peso nella Storia umana, talvolta in senso negativo, perché è anche su di essi che si sono basate guerre o eccidi, altre in senso positivo, quando hanno portato a scoperte geografiche o a creazioni artistiche. In un’epoca in cui ognuno è investito da un flusso di informazioni continue e in cui la notizia falsa rischia di avere lo stesso spazio e la stessa verosimiglianza della notizia più affidabile, è più che mai utile conoscere le tecniche con cui l'uomo ha sempre ingannato i propri simili. Falseum si pone non solo l'obiettivo di introdurre il visitatore al tema del falso ma anche di offrire spunti per imparare a difendersi autonomamente nella vita quotidiana.
All'interno delle sale del museo, una vera e propria palestra maieutica, si può sviluppare la giusta visione critica con la quale apprendere l’arte di interrogare, consentire l’esercizio del porre domande, analizzare e sviluppare competenze per costruire criticamente il proprio punto di vista.

## Le sale del percorso

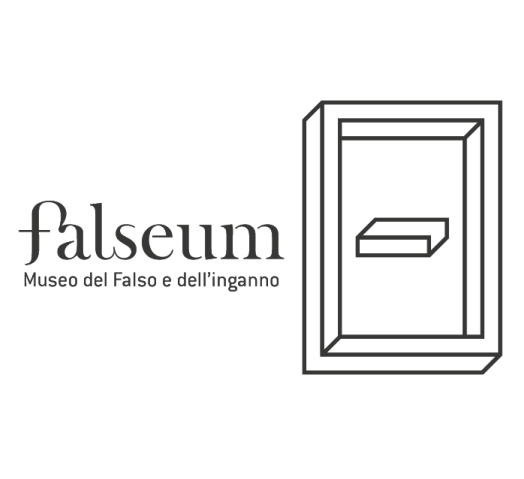
Logo Falseum

Il Museo del Falso ha sette sale, qui sotto elencate, un’aula didattica e altri locali aperti al pubblico solo in occasioni speciali (la numerazione è volutamente sfalsata):
Sala 3 – Il Regno del Falso: introduzione al Museo - la Quadrisfera
Sala 5 – Il Falso Scientifico: alla scoperta del metodo scientifico
Sala 6 – La Fabbrica del Falso: il Falso che ha fatto la storia
Sala 8 – La Voce che corre: il sottile confine tra calunnia e leggenda
Sala 9 – La Torretta: i Protocolli dei Savi di Sion
Sala 10 – Il Falso Fotografico e Giornalistico : vedo quindi credo, la verità per immagini
Sala 11 – Il Gran Finale: La realtà non basta all’uomo, ma il sogno deve essere responsabile